# 南丹市立殿田小学校
南丹市立殿田小学校（なんたんしりつ とのだしょうがっこう）は、京都府南丹市日吉町殿田にある公立小学校。略称は殿小（とのしょう）。

## 歴史

### 沿革
- 1872年（明治5年） – 16村の組合で殿田の井尻陣平宅に学校を設立
- 1873年（明治6年） – 曹源寺に隣接する小寺に場所を移し「知新校」と命名
- 1874年（明治7年） – 生畑が独立
- 1875年（明治8年） – 上世木、世木林、船岡方面の3村が独立
- 1879年（明治12年） – 中世木が独立
- 1887年（明治20年） – 独立していた知新校、執中校、楽生校が再び合併して「世木尋常小学校」へ改称
- 1889年（明治22年） – 「温知校」も合併して世木尋常小学校の天若分校となる。
- 1892年（明治25年） – 天若、中世木、生畑が再び独立し、「殿田尋常小学校」へ改称
- 1893年（明治26年） – 殿田前田に移転
- 1941年（昭和16年） – 「世木国民学校」へ改称
- 1958年（昭和33年） – 「日吉町立殿田小学校」へ改称
- 2006年（平成18年）1月1日 – 4町（園部町、八木町、日吉町、美山町）の合併により、「南丹市立殿田小学校」へ改称

### 殿田小学校に至る歴史
開校初期
1872年（明治5年）8月、上河内、藁無、松尾（以上園部町船岡）と、片野、木住、稗生、小畑、安鳥、上谷、下谷、牧山、中村、世木林、宮村、上世木、殿田の各村の組合で殿田の井尻陣平宅を借りて学校が設立された。1873年（明治6年）、殿田の曹源寺の隣接地にあった小寺に修繕を加えて校舎とした。同年6月、開校式を掲げ「知新校」と名付けられ、生徒は男176名、女61名だった。
同年冬、生畑と上世木に分校を設置。生畑分校は1874年（明治7年）に独立して「楽生校」、上世木分校は1875年（明治8年）に独立して「惠康校」になった。さらに世木林には「好裕校」が設立、同年に船岡方面の上河内、藁無、松尾も独立して「有業校」を設けた。1879年（明治12年）には中世木に「執中校」が開校。1882年（明治15年）には木住に「知新校」の分教場が設置され、天若の「惠康校」と「好裕校」は合併して「温知校」となる。
学校令後
1887年（明治20年）、「知新校」「執中校」「楽生校」が合併し、「世木尋常小学校」となる。1889年（明治22年）の町制実施の際、生畑分校を分教場とし、「温知校」を世木尋常小学校に合併し、天若分校とした。
1892年（明治25年）、小学校令の改正で、天若、中世木両分校、生畑の分教場は分離して再び独立し、「世木尋常小学校」は「殿田尋常小学校」に改称する。1893年（明治26年）年9月10日、場所を曹源寺から東町の殿田前田に移転。
1941年（昭和16年）3月1日の国民学校令により、同年4月1日に「世木国民学校」となる。
戦後
1958年（昭和33年）4月1日殿田小学校開校(４月９日開校式)
世木小学校の本校と生畑、中世木、天若分校、五ヶ荘小学校の田原分校、胡麻郷小学校志和賀分校の計6校を廃止して日吉町立殿田小学校となる。

## 校歌
作詞 – 鴨原一穂
作曲 – 樋口昌道
2023年3月、全校児童と保護者が彫刻刀で切り出した校歌歌詞のレリーフが完成した。

## めざす児童像
「つよく　かしこく　やさしい子」
つよい子：最後までねばり強くやり抜く子
かしこい子：進んで学び、よく考える子
やさしい子：思いやりがあり、自他ともに大切にできる子

## 殿田っ子宣言
「明日も来たくなる殿田小学校」
一、明るく元気に過ごします。
一、気持ちの伝わるあいさつをします。
一、感謝と思いやりを大切にします。
一、自分で考えて行動します。
一、最後まであきらめずにやり切ります。
一、夢に向かって努力します。

## 主な進学先
- 南丹市立殿田中学校

## 学校の周辺
- 山陰本線 日吉駅
- 南丹市立殿田中学校
- 南丹市役所日吉支所
- 京都府警察南丹警察署殿田駐在所
- 日吉郵便局

## 交通アクセス
- 山陰本線 日吉駅下車
  - バス停「殿田中学校前」下車

## 通学区域が隣接している学校
- 南丹市立胡麻郷小学校
- 南丹市立美山小学校
- 南丹市立園部小学校
- 南丹市立園部第二小学校
- 南丹市立八木東小学校
- 京丹波町立丹波ひかり小学校
- 京都市立京都京北小中学校